# Andrés Chávez
Andrés Eliseo Chávez (Salto, 21 marzo 1991) è un calciatore argentino, attaccante del Lamia.

## Caratteristiche tecniche
Attaccante, può giocare anche come trequartista.

## Carriera
Il 23 luglio 2014 si trasferisce al Boca Juniors in cambio di circa € 1,85 milioni.

## Palmarès

### Club

#### Competizioni nazionali
- Campionato argentino: 1

Boca Juniors: 2015